# Yoshiakira Ashikaga
Yoshiakira Ashikaga (jap. 足利義詮 Ashikaga Yoshiakira), ur. 4 lipca 1330, zm. 28 grudnia 1367 – drugi siogun z rodu Ashikaga, syn założyciela siogunatu Takaujiego Ashikagi; rządził od 1358 do 1367.
Spędził swoje dzieciństwo w Kamakurze jako zakładnik klanu Hōjō. Jego ojciec dołączył do sił wygnanego cesarza Go-Daigo. Po upadku siogunatu Kamakura, cesarz rozpoczął tzw. restaurację Kenmu.
Yoshiakira został wysłany do Kamakury, aby utrzymać pokój w zachodnich prowincjach. W 1349 w efekcie wewnętrznych sporów w rządzie wezwano go do ojca do Kioto. Po śmierci Takaujiego w 1358, Yoshiakira został mianowany jego następcą na stanowisku sioguna.
W 1362 atak sił Kiyouji Hosokawy i Masanori Kusunokiego na Kioto zmusił Yoshiakirę do ucieczki, jednak już po dwudziestu dniach odzyskał on stolicę. Dwa lata później, syn cesarza Go-Daigo, książę Kaneyoshi (zwany także Kanenaga) uzyskał kontrolę nad Kiusiu. W 1367 zmarł kantō kubō Ashikaga Motouji, a chory Yoshiakira odstąpił swoje stanowisko synowi, Yoshimitsu, który został trzecim siogunem po śmierci ojca, kilka miesięcy później, w 1368.
Grobowiec Yoshiakiry znajduje się w Tōji-in, Kioto, gdzie znajduje się także grobowiec jego ojca.

## ErybakufuYoshiakiry
- Ery dworu południowego
  - Shōhei (1346-1370)

- Ery dworu północnego
  - Enbun (1356–1361)
  - Kōan (1361–1362)
  - Jōji (1362–1368)